# Illa de Rodrigues
Rodrigues, anomenada com a l'explorador portuguès Diogo Rodrigues, és l'illa més petita de les Illes Mascarenyes. Des de 1992 pertany, juntament amb l'illa Maurici, a la República de Maurici. Amb una elevació màxima d'aproximadament 355 metres, està situada a 560 km a l'est de l'illa Maurici, al centre de l'oceà Índic. Té una superfície de 109 km², i està envoltada per un dels esculls de corall. La capital de l'illa és Port Mathurin.
El 2006, la població de l'illa era d'aproximadament 40.000 persones. L'idioma principal és el crioll de Rodrigues, mentre que el francès i l'anglès es parlen i són entesos per alguns dels habitants. La religió predominant és el catolicisme, també hi ha petites minories d'altres religions. La majoria dels habitants són una barreja d'ascendència africana i francesa. Les principals indústries són l'artesania, l'agricultura, la pesca i el turisme.
El solitari de Rodrigues i el rascló de Rodrigues, ara extints, eren endèmics de l'illa.
Colonitzada pels francesos des de 1691, va dependre del governador de l' île de France; fou ocupada pels britànics després d'un combat naval el 1809. El 1810 va passar a dependre de Maurici, nom que els anglesos van donar a l'île de France quan la van ocupar aquell any.